# گلیگورن
گلیگورن (به لاتین: Glegghorn) یک کوه در سوئیس است که در کانتون گراوبوندن واقع شده‌است. گلیگورن ۲٬۴۴۷ متر بالاتر از سطح دریا واقع شده‌است.